# 豊泉駅

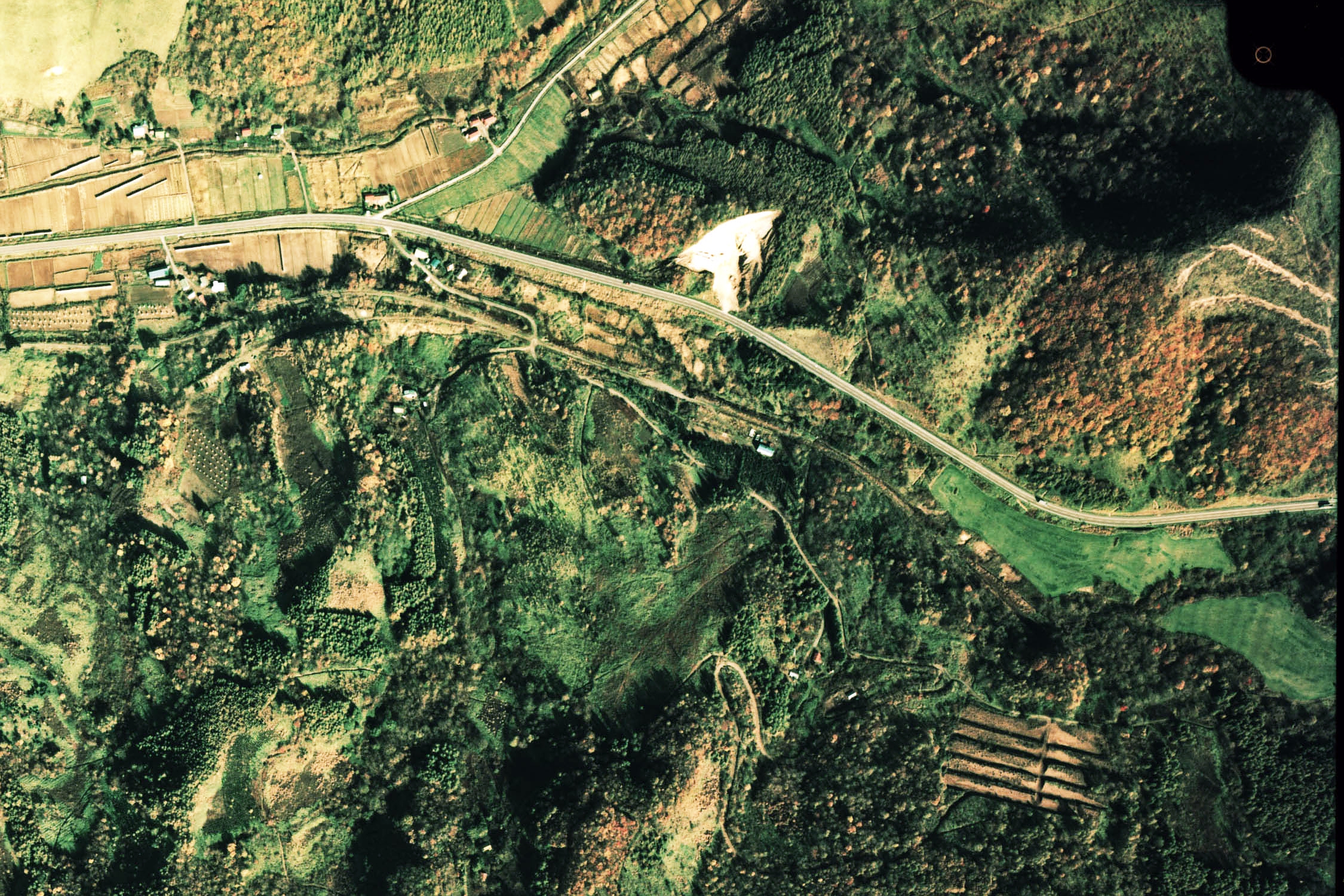
1976年、廃止8年後の豊泉駅跡と周囲約1km×1.5km範囲。横に走る国道37号の南側、左から山裾に沿って本線跡が右下側の辨邊トンネル遺構へ向かう。トンネル方向が東室蘭方面。中央やや右寄りに水色屋根の建家を残す駅跡がトンネルに向かって10パーミルの上り勾配途中に見える。中央左の小道の踏切より左側の内側に山を巻くようにスイッチバックの加速線跡が残されている。

豊泉駅（とよいずみえき）は、北海道虻田郡豊浦町にあった日本国有鉄道室蘭本線の駅（廃駅）である。事務管理コードは▲130302。1968年（昭和43年）、室蘭本線の複線化に伴う経路変更により廃駅となった。

## 歴史
鳥伏信号場同様、戦時下の輸送力増強のために設けられた信号場であった。
- 1944年（昭和19年）10月1日 - 国有鉄道室蘭本線上に豊住信号場（とよずみしんごうじょう）として開設。
- 1949年（昭和24年）9月15日 - 仮乗降場として旅客扱い開始。
- 1960年（昭和35年）10月1日 - 駅に昇格、同時に改称。豊泉駅（とよいずみえき）となる[2][3]。
- 1968年（昭和43年）5月15日 - 室蘭本線の新線切替に伴い廃止となる[2][3]。

### 駅名の由来
所在地の地名「豊住」から名づけようとしたが、前年に仮乗降場から駅に昇格した池北線豊住駅と重複するため、「この地が非常に良質の水に恵まれているため」、「豊泉」としたとされる。

## 駅構造
信号場時代は、1線スルーのスイッチバック式交換型信号場として、同時期に設置された鳥伏信号場をほぼひっくり返したような形であった。東室蘭方の辨邊トンネルに向かって10パーミルの上り勾配途中に設けられ、トンネル手前海側に並行して敷かれた待機側線へ乗り入れて待機した後、後退してほぼ水平のやはり海側に山を巻くように敷かれた加速線へ入り、その後前進して本線へ乗り入れてトンネルへ向かう形であった。

## 駅周辺
- 国道37号
- 豊泉川

## 駅跡
2010年時点で、相対式ホームと、駅舎の土台、駅官舎の2階建ての建物が残っている。

## 隣の駅
日本国有鉄道
室蘭本線
大岸駅 - 豊泉駅 - 豊浦駅